# Karl Schnobel
Karl (auch Carl) Rudolf August Hermann Bernhard Schnobel (* 6. Dezember 1863 in Groß-Camsdorf; † 4. Juni 1944 in Weimar) war ein deutscher Lehrer und Politiker (DDP).
Schnobel war der Sohn des Geometers Gustav Schnobel und dessen Frau Katharina geborene Zoch. Schnobel, der evangelisch-lutherischen Glaubens war, heiratete Else Amberge (* 15. August 1877).
Schnobel besuchte das Gymnasium in Weimar und legte dort 1883 das Abitur ab. Danach studierte er klassische Philologie und deutsche Sprache in Berlin und Breslau. 1885/86 leistete er seinen Militärdienst beim Grenadier-Regiment Nr. 11 der Preußischen Armee in Breslau. Am 31. Oktober 1890 bestand er die Staatsprüfung und absolvierte 1891/92 ein Probejahr am Königlichen Friedrich-Gymnasium und 1892/93 am Städtischen Elisabeth-Gymnasium in Breslau. Dort war er 1893 bis 1896 unbesoldeter Hilfslehrer und gab daneben Deutschunterricht an der höheren Töchterschule. Von 1896 bis 1905 war er Oberlehrer am Elisabeth-Gymnasium, bevor er als Oberlehrer an die Realschule und 1908 als Professor an das Realgymnasium in Charlottenburg wechselte. 1909 wurde er Direktor des fürstlichen Gymnasiums und (Reform-)Realgymnasiums in Arnstadt. Gleichzeitig war er Vortragender Rat für höheres Schulwesen im Ministerium, ab 1913 mit dem Titel eines Geheimen Regierungs- und Oberschulrates. Ab 1913 war er auch für die Landesbibliothek in Sondershausen zuständig.
Im Ersten Weltkrieg leistete er 1914/15 Kriegsdienst als Hauptmann der Landwehr. Auch nach der Novemberrevolution blieb er Geheimer Regierungs- und Oberschulrat im Freistaat Schwarzburg-Sondershausen. Nach dem Übergang an Thüringen wurde er Ministerialrat im Thüringischen Volksbildungsministerium in Weimar und Leiter der Abteilung für Höhere Schulen. 1931 trat er in den Ruhestand. 
Vom 24. Februar 1919 bis zum 7. März 1921 war er für die DDP Mitglied des Schwarzburg-Sondershäuser Landtags bzw. der Gebietsvertretung Sondershausen.